# William Claybrook
O Venerável William Claybrook foi um padre na Inglaterra durante o século XVI.
Claybrook foi educado na Universidade de Oxford. Ele foi reitor de All Hallows, Lombard Street na cidade de Londres. Ele foi arquidiácono de Worcester de 1531 até 1534.